# جرائم قتل بفأس فيليسكا
وقعت جرائم القتل بفأس فيليسكا بين مساء يوم 9 يونيو 1912 وصباح 10 يونيو 1912 في بلدة فيليسكا بولاية أيوا بالولايات المتحدة. تم العثور على أفراد عائلة مور الستة واثنين من ضيوف المنزل وقد تعرضوا للضرب بالهراوات في مقر إقامة مور. وأصيب جميع الضحايا الثمانية ، بمن فيهم ستة أطفال ، بجروح خطيرة في الرأس بفأس. أسفر تحقيق مطول عن عدة مشتبه بهم حوكم أحدهم مرتين. وانتهت المحاكمة الأولى في هيئة محلفين معلقة بينما انتهت المحاكمة الثانية بالبراءة. الجريمة لا تزال دون حل.